# Louis Ignarro
Louis Joseph Ignarro (ur. 31 maja 1941 w Nowym Jorku) – amerykański farmakolog, laureat Nagrody Nobla z medycyny z 1998 roku.

## Życiorys
W latach 1966–1968 pracował w Narodowym Instytucie Zdrowia w Bethesda. Od 1972 roku wykładał w Tulane University’s School of Medicine w Nowym Orleanie, następnie był profesorem na Uniwersytecie Kalifornijskim w Los Angeles (1986).
Kontynuował prace Roberta Furchgotta nad rozszerzaniem naczyń krwionośnych, wykazał, że czynnikiem odpowiedzialnym za ten proces jest tlenek azotu. Było to pierwsze odkrycie wskazujące gaz jako czynnik sygnałowy w organizmie. Dalsze prace nad tlenkiem azotu wskazywały przyczyny i metody leczenia chorób serca, wstrząsów psychicznych i nowotworów. Praktycznym wykorzystaniem prac Furchgotta, Ignarro oraz trzeciego badacza, Ferida Murada, było wynalezienie leku na impotencję – sildenafilu (znanego pod handlową nazwą viagra). Obecnie Louis Joseph Ignarro jest członkiem Rady Naukowo-Medycznej w przedsiębiorstwie Herbalife.
W 1998 roku trzej uczeni, Ignarro, Furchgott i Murad, otrzymali Nagrodę Nobla w dziedzinie medycyny.
Współautor (razem z Muradem) pracy Nitric Oxide: Biochemistry, Molecular Biology, and Therapeutic Implications (1995).
W 2000 Uniwersytet Karola w Pradze przyznał mu tytuł doktora honoris causa.
W czerwcu 2020 r. Ignarro opublikował artykuł wyjaśniający, że wdychanie powietrza przez nos powoduje lepsze natlenienie krwi, a dzięki wytwarzanemu w nosie tlenkowi azotu (NO), pomaga zwalczać zakażenie koronawirusem, blokując jego replikację w płucach. Zalecał więc, by podczas pandemii, w sytuacji zagrożenia zakażeniem wirusem SARS-CoV-2, wdychać powietrze nosem, a wydychać ustami.